# San Bernardo (Cundinamarca)
San Bernardo è un comune della Colombia facente parte del dipartimento di Cundinamarca.
Il centro abitato venne fondato da Francisco Antonio Mazo nel 1910.